# Nicholas Christofilos
Nicholas Christophilos (Νικόλαος Χριστοφίλου; Boston, 16 dicembre 1916 – 24 settembre 1972 per infarto cardiaco) è stato un fisico statunitense naturalizzato greco.Da lui prende il nome l'effetto Christofilos, un tipo di schermatura elettromagnetica.

## Biografia

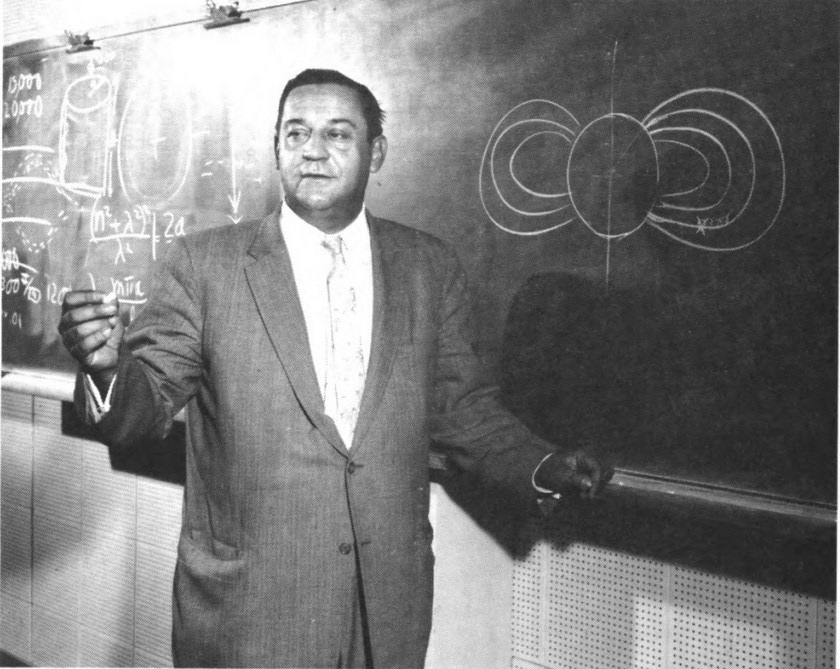
Christofilos parla dell'Operazione Argus, dopo aver abbozzato le cinture di radiazioni di Van Allen

### Infanzia e adolescenza
Nicholas Christofilos nacque a Boston, Massachusetts alla fine del 1916 da Constantine ed Eleni Christofilos, cittadini greci immigrati negli stati uniti. La famiglia tornò in Grecia nel 1923, dove a partire dai 18 anni frequentò l'Università Tecnica Nazionale di Atene, laureandosi in Ingegneria Elettrica e Meccanica nel 1938 (all'età di 22 anni).

### Vita adulta
Durante la seconda guerra mondiale rimase in Grecia, lavorando per un'azienda di manutenzione di ascensori ad Atene durante l'occupazione tedesca. In seguito ha fondato la propria azienda di ascensori.
Nel mentre, mantenne un interesse amatoriale per la fisica degli acceleratori e la fisica delle particelle ad alta energia: studiò approfonditamente testi tedeschi e americani riguardanti questi argomenti.
Nel 1946 sviluppò in modo indipendente idee per un sincrotrone e nel 1949 concepì il principio della focalizzazione forte per gli acceleratori di particelle. Invece di pubblicare su una rivista, ha presentato una domanda di brevetto negli Stati Uniti e in Grecia. La sua scoperta passò inosservata per diversi anni, e la focalizzazione forte fu riscoperta da Ernest Courant e Snyder nel 1952 (che riconobbero la sua priorità un anno dopo) e fece domanda per gli acceleratori del Laboratorio Nazionale di Brookhaven (BNL), della Cornell University e del CERN.

### Rientro negli Stati Uniti
A Christofilos fu offerto un lavoro a Brookhaven nel 1953. Nel 1956 si unì al Laboratorio Nazionale "Lawrence Livermore" (LLNL) per continuare il suo lavoro sull'Astron, un reattore a fusione proposto progettato durante il Progetto Sherwood .
Al LLNL, Christofilos ha lavorato a numerosi progetti militari. Divenne membro del JASON Defense Advisory Group e fu il principale ricercatore dell'Operazione Argus, una serie di detonazioni nucleari ad alta quota destinate a creare una cintura di radiazioni nelle regioni superiori dell'atmosfera terrestre come difesa contro i missili balistici intercontinentali sovietici.
Nel 1958 Christofilos propose le onde a frequenza estremamente bassa (ELF) come modo per comunicare con i sottomarini sommersi e successivamente inventò il dipolo di terra, l'unica antenna che si è rivelata pratica per l'uso alle frequenze ELF. Le sue idee furono implementate dalla Marina degli Stati Uniti come Project Seafarer, che costruì enormi strutture di trasmettitori ELF nel Michigan e nel Wisconsin, consistenti in 56 miglia (90 km) di linea di trasmissione elettrica. Questi sono stati utilizzati dal 1985 al 2004 per le comunicazioni mondiali con i sottomarini nucleari statunitensi.

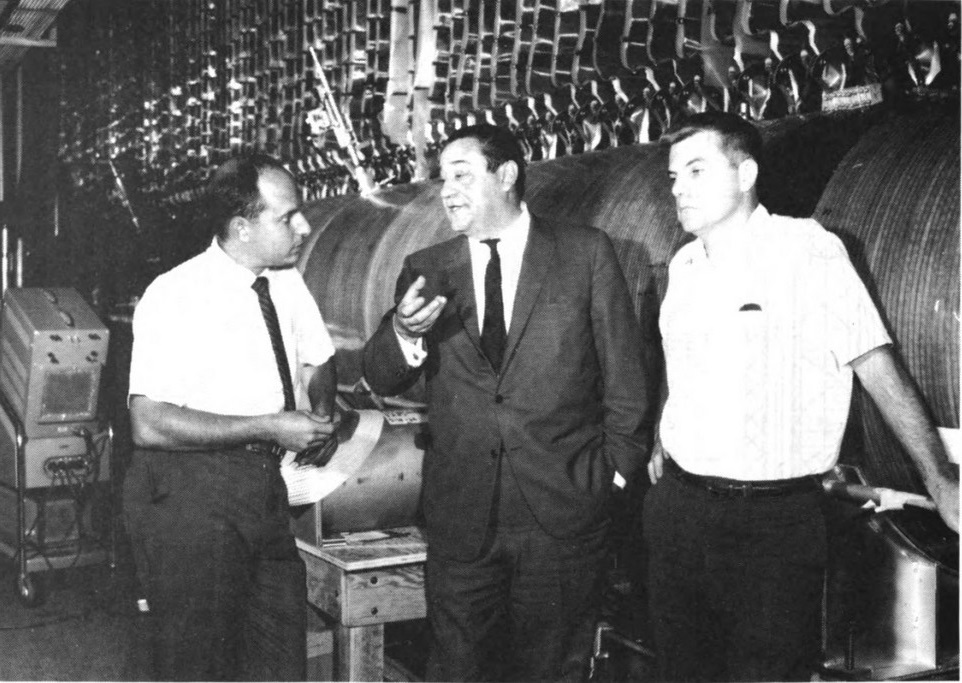
Paul Weiss, Christofilos e Eugene Laurer davanti all'Astron (reattore a fusione)

Herbert York descrisse Nicholas Christofilos come segue:
Nick era un uomo dalle idee straordinarie. Le idee di solito non erano buone, ma erano davvero straordinarie in quanto erano il tipo di idee che nessun altro aveva. Nick era davvero un genio in un senso molto importante: spesso inventava cose che richiedevano due nuove idee contemporaneamente, cosa che normalmente quasi nessuno fa mai.

## Riconoscimenti
- Nel 1963 gli fu assegnata la Medaglia Elliott Cresson.